# Вираг
Вираг или Вайрыг (араб. ع ودر‎, в современной чувашской традиции Вырăх; род. до 922 г. — ум. после 922 года) — ситуационный предводитель части населения Волжской Булгарии в X веке, принадлежал к племени саван (или, по другой транскрипции названия, суваз, которого, в свою очередь, как считается, можно интерпретировать и как сувар). Противостоял йылтывару Волжской Булгарии Алмушу, приходившимся ему зятем (причины и последствия противостояния не вполне понятны).

## Известие Ибн Фадлана
В 922 году Волжскую Булгарию посетило посольство Аббасидского халифата из Багдада, которое предложило царю (хану) Волжской Булгарии Алмушу принять ислам в качестве государственной религии. В итоге хан Алмуш согласился принять ислам взамен на военную помощь Багдада против хазар и объявил ислам государственной религией, приняв титул эмира.
О Вираге известно по следующему фрагменту из записок секретаря указанного посольства Ибн Фадлана:

Он (Ибн-Фадлан) сказал: и переехал царь от воды, по имени Халджа, к реке, называемой Джавашир, и оставался около нее два месяца. Потом он захотел (снова) переехать и послал к людям, называемым Саван, приказание ехать вместе с ним. Они же отказали ему, и они разделились на две группы: одна группа с неким родом, над которым как будто был царем (человек) по имени Вираг (?). Царь же (Булгара) послал к ним и сказал: «Воистину Аллах могучий и великий уже облагодетельствовал меня, давши мне ислам и верховную власть повелителя правоверных», так что я раб его, и это дело (?) возложил… кто (?) будет мне противоречить, то я встречу его с мечом". Другая группа была с царем из некоего племени, которого называли царь Аскал. Он (Аскал) был в повиновении у него (царя Булгара), но только он (Аскал) еще не принял ислама. Итак, когда он (царь Булгара) послал к ним это послание, то они побоялись его намерения и поехали все в целом вместе с ним (царем Аскалом) к реке Джавашир.
Оригинальный текст (ар.)

Тут приведён перевод А. П. Ковалевского арабского первоисточника, выполненный им к 1939 году. Он же к 1956 году значительно обновил свой перевод, внеся туда существенные изменения, а если касательно приведённого фрагмента, то, например, название племени (саван) переправил на суваз, которого будто бы можно считать идентичным варианту сувар.
Существует и дугое отличие. Если полагаться на перевод 1939 года, то не совсем ясно, подчинилась ли группа Вирага Алмушу. А из перевода 1956 года следует, что всё-таки подчинилась. Что касается второй (лояльной Алмушу) группы саванов (сувазов или суваров), то арабист А. П. Ковалевский вначале их предводителем считал некоего Аскала. Но в 1956 году решил, что это не собственное имя предводителя, а название самой группы (эскел), — другими словами, получается, «подразделение» тех же самых сувазов.
В 1998 году О. Г. Большаков предложил новые уточнения к переводу  записок Ибн Фадлана. Эти новшества не коснулись обсуждаемого фрагмента.
Работу над подготовкой к изданию текста и перевода текстов Ибн Фадлана параллельно вели в СССР А. П. Ковалевский и в Германии A.-З. Валиди-Тоган. Оба исследования увидели свет в 1939 году: A.-З. Валиди-Тоган опубликовал текст «Записки» в наборе, с немецким переводом, исследованием и комментариями. Следует считать, что именно по влиянием A.-З. Валиди-Тогана, наряду с другими факторами, А. П. Ковалевский позднее переправил «саван» на «сувар» и «суваз».  Добавим к этому, есть и современный перевод известий Ибн Фадлана на русский язык, выполненный В. С. Кулешовым.
Интересно отметить, что с открытым в 1923 году текстом (или  его фрагментами) так называемой  Мешхедской рукописи Ибн Фадлана одними из первых познакомились, через автора открытия  A.-З. Валиди-Тогана, академик В. В. Бартольд и  немецкий востоковед  Й. Маркварт. 
А. П. Ковалевский интерпретировал  фрагмент записок Ибн Фадлана так, будто бы йылтывар Алмуш собирал все булгарские племена на особый съезд для торжественного и официального принятия ислама и некто Вираг воспротивился этому:34-35. Доктор исторических наук И. Л. Измайлов, можно сказать, частично согласен с такой интерпретацией:

После приезда багдадского посольства Алмуш начал объезд своей земли и везде созывал курултаи племен, которые должны были присягать ему и принимать ислам. Но, когда ставка прибыла на берега реки Джаушир (возможно, река Гаушерма в Чистопольском районе у села Кутлушкино), произошел эпизод, привлекший внимание Ибн Фадлана. Племя сувар разделилось, и одна часть отказалась прибыть к нему, а племя аскал (эсгиль / чигиль) повиновалось Алмушу. Но правитель булгар, угрожая суварам силой, заставил их приехать к нему и присягнуть. Существует огромное количество литературы, основанной на этом кратком пассаже, вокруг которого строится теория происхождения чувашей от этих языческих чувашей, хотя из текста ясно, что сувары подчинились и не бежали от исламизации в Предволжье.

Однако имеются более существенные претензии к версии А. П. Ковалевского:

Некоторые ученые указывают на гипотетичность факта всеобщего сбора болгарских племен у реки Джавшыр для принятия ислама. Г. М. Давлетшин опирается на выводы А. П. Ковалевского, который писал, что около реки весь собравшийся народ принял ислам, но через несколько строк сам же признавал невозможность выяснения того, что же здесь произошло на самом деле <…> не снимает вопросов относительно сувар князя Вырыга, выразивших
принципиальное нежелание подчиняться царю. Был ли каким-либо образом наказан или приведен к покорности Вырыг, сведений в источниках не имеется <…>

Упомянутый Г. М. Давлетшин писал так:

Алмыш собирал булгарские племена к речке Джавшыр не для массового принятия ислама. Об этом и нет речи в записках Ибн Фадлана. Поэтому А. П. Ковалевский, вдвинувший тезис об «окончательном всенародном принятии ислама» (104, с,34), буквально через три строчки вынужден был признать: «что происходило на этой речке, мы не знаем» (104, с.35). Наконец, следует отметить, что неповиновение определённых групп населения центральной власти очень характерно для раннего средневековья (вспомним хотя бы Киевскую Русь), и они далеко не всегда возникали на религиозной почве.

Р. Р. Бухараев тоже признаёт, если говорить словами одного из упомянутых здесь авторов, «невозможность выяснения того, что же здесь произошло на самом деле»:

Мы можем лишь догадываться о причине, по которой царь булгар созвал к себе все подчиненные ему племена <…> Татарский ученый Ф. Хузин, например, предполагает, что царь Джафар ибн Абдаллах созвал подчиненные ему племена «вовсе не для принятия ислама, но в целях заложения новой крепости, города, ставшего в скором времени столицей государства»[192].

Надо отметить,  что упоминаемый в этой цитате  Ф. Ш. Хузин, предполагая о двухмесячном пребывании Алмуша на реке Джавшыр ради  основания города Биляра, лишь повторял мысли своего учителя А. Х. Халикова. 
«Люди» (подчинённое племя, клан) Саван (śśuvanä… «титул, получаемый человеком на две ступени ниже хакана») во главе с «царём Вирагом», вероятно, выразили какое-то недовольство. В Волжской Булгарии начали строить мечети и проводить службы. Очевидно, «царь» Вираг с титулом «саван» был вторым человеком (вторая ступень ниже хакана) в Волжской Болгарии после балтавара Алмуша (первая ступень ниже хакана). Кроме того, известно, что у «царя Алмуша» со своим племенем было «четыре подчиненных царя» со своими подчиненными племенами, что соответствует структуре государства и одной из теорий образования имени «Булгары» — «пять частей».

## Имя
Имя суварского князя Вайрага в арабском оригинале мешхедского списка, если его передать латиницей, написано как vаirаg. Советский востоковед А. П. Ковалевский в 1939 году транскрибировал его как Ви-раг. Однако, поскольку в чувашском языке такого слова нет, то он попытался[почему?] впоследствии как-то «очувашить» его, переправив впоследствии в Выраг, а в своей работе от 1954 года — в Вырах.
Возможно, записанное Ибн Фадланом слово vаirаg, означает «варяг» (вырас).
Видимо, это венгерское имя, означает «цветок», распространено в Венгрии.

## Вираг в культуре
Событиям, связанным с Вирагом,  посвящена трагедия на чувашском языке «На перепутье»  И. А. Петровой (1973).  Она переведана  и опубликована (1982)  также на русском языке. За основу сюжета взята трактовка событий, предложенная А. П. Ковалевским. В 1977 г. в Чувашском государственном академическом драматическом театре им. К.В. Иванова по этому произведению режиссёром В. Н. Яковлевым  был поставлен спектакль «Телей и Илем». Тут Телей — как бы второе имя Вирага. Исполнителем этой роли выступал Н. Д. Григорьев.
Усилиями чувашских телевизионщиков сотворён и телеспектакль «Телей и Илем».
Чувашский государственный театр кукол свой спектакль по произведению И. Петровой, премьера которого состоялась 18 декабря 2008 года, назвал «Волжские булгары». Режиссер-постановщик спектакля, исполнитель одной из главных ролей - заслуженный артист Чувашской Республики Юрий Филиппов, художник-постановщик - заслуженный художник Чувашской Республики Анатолий Розов, композитор - заслуженный деятель искусств Чувашской Республики Андрей Галкин.